# X-O-Planet
X-O-Planet ist eine deutsche Elektronik-Band aus Mainz.

## Geschichte
Im Herbst 2016 beschlossen Manja Kaletka und Rafael Kaletka, ihre diversen musikalischen Prägungen in das Projekt X-O-Planet einfließen zu lassen. Im März 2017 veröffentlichten sie ihr Debütalbum Passengers beim Label Danse Macabre und belegten damit Platz 9 der Deutschen Alternative Charts. 
Manja Kaletka war bis dato Mitwirkende in verschiedenen Bands wie 
- der Essener Formation Jesus on Extasy
- der britischen Avantgarde-Musikgruppe Attrition
- der Dark-Wave Legende 18 Summers
- der Neoklassik-Band WeltenBrand aus Liechtenstein
- der Band Illuminate und
- der Mainzer Dark-Rock-Band Dark Diamonds.

Seit 2008 ist sie die Sängerin bei X-Perience. 
Kaletka Kaletka lernte als Kind Kirchenorgel, später kamen Gitarre und Bass dazu. Inspiriert durch Künstler der elektronischen Musikszene der ersten Stunde wie Jean-Michel Jarre und Kraftwerk begann er, sich für elektronische Klänge zu interessieren. 

## Diskografie
Alben
- 2016: Passengers (Danse Macabre Records)[4]
- 2018: Voyagers (Danse Macabre Records)[5]
- 2021: X (xop_electronica)